# 邱黯雄
邱黯雄，中国当代新媒体艺术家，2006年水墨动画《新山海经》系列，因建基於中国古典神话的叙事方式，及能在研究东西方文化相互影响的同时，表达出对现代文明中各种事物和现状的质疑，而成为其代表作。
他的影像作品充满了抽离的宁静和抒情式的纤细与优雅，通过对时间与空间、虚拟与现实的捕捉，横向剖析了对社会政治的关注。纽约现代美术馆（MoMA）曾收藏他的《新山海经II》及版画作品。最近他开始尝试透過装置、雕塑及绘画创作，继续以叙事和象征的手法反思现代社会中人类的生存困境。

## 生平
1972年  出生于四川省成都市
1994年  于四川美术学院毕业
2003年  于德国卡塞尔大学艺术学院毕业
现在定居上海，在华东师范大学设计学院任教

## 個展
2010
“邱黯雄：新山海经”，斯宾塞美术馆，堪萨斯大学，劳伦斯，美国
“动物园”，Boers-Li 画廊，北京，中国
2009
“山河梦影”，Barbara Gross 画廊，慕尼黑，德国
“乌托邦”，Arken 现代美术馆，哥本哈根，丹麦
“乡愁”，4A 艺术中心，悉尼，澳大利亚
“关于《新山海经》” ，Boers-Li画廊，北京，中国
2008
“乡愁次韵”，外滩十八号创意中心，上海，中国
“前尘—新大陆架的沉降”，Universal Studio，北京，中国
“民国风景”，Grace Li画廊，苏黎世，瑞士“邱黯雄展”，日本东京都现代美术馆，东京，日本
2006
“空中的—邱黯雄动画绘画展”，香港汉雅轩画廊，香港“37seconds 艺术家电影和录像的另一个空间”，BBC 电视台和 FACT        基金会，利物浦，英国
2005
“时间解码器一碎纸机叙事”，影像装置展，比翼艺术中心，上海，中国
2002
“邱黯雄画展”，香港汉雅轩画廊，香港，中国
奥迪艺术与设计大奖赛